# 業物語
『業物語』（ワザモノガタリ）は、西尾維新による青春怪異小説。〈物語〉シリーズの通巻20巻目として講談社BOXレーベルにて2016年1月に刊行された。イラストはVOFANが手掛けている。

## 概要
現代の怪異を描き、『終物語』にて完結した〈物語〉シリーズのその後を描く〈物語〉シリーズ・オフシーズンの第2弾。
残酷童話「うつくし姫」、第零話「あせろらボナペティ」、第零話「かれんオウガ」、第零話「つばさスリーピング」の4本のエピソードが収録される。
「うつくし姫」は吸血鬼キスショット・アセロラオリオン・ハートアンダーブレード（忍野忍）がまだ人間だった頃のエピソードで、「物語シリーズヒロイン本 忍野忍」に収録された「うつくし姫」の再録。
「あせろらボナペティ」はアセロラ姫が吸血鬼になるまでを描く600年前の物語。ボナペティ(Bon Appetit) はフランス語で「めしあがれ」という意味。
「かれんオウガ」は阿良々木火憐（あららぎかれん）の高校一年生の夏に修行で山籠もりをする物語。暦の高校卒業後の時期になる。
「つばさスリーピング」は羽川翼（はねかわつばさ）が忍野メメ（おしのメメ）を探して世界旅行を行っていた時期に怪異に遭遇した物語。
表紙は幼少期・肉体年齢10歳ほどの忍野忍が描かれている。前髪ぱっつんの忍が小説の表紙になるのは今回が初。
オリコン調べによる推定売上部数は2016年1月11日～1月17日の1週間（発売日は1月14日なので実質4日）で66,100部で、2016年1月25日付のBOOK総合ランキングで1位になっている。
2016年1月30日には『業物語』刊行記念として、スマートフォン向けの8bitゲーム『業物語』が公開された。

## あらすじ
むかしむかし、とある国にそれはそれは美しいお姫様がいた。
彼女の美しさは誰もが褒めたたえずにはいられないほどで、彼女は「うつくし姫」と呼ばれた。
彼女の悩みは誰もが外見の美しさのみを褒めたたえ、その内面を見てくれないことだった。
そうした彼女の悩みを知った魔女がうつくし姫にある魔法をかけたのだった。
それは彼女の内面を可視化するというもの。
しかし、彼女の内面はあまりにも美しいため、その周りにいるものは最も大事なもの、自らの命を捧げてしまうのだった。
一か所にとどまり続けると、誰かがやってきて命を捧げてしまうため、姫は城を抜け出し、たった一人の逃避行にでるのだった。

## 登場人物
アセロラ（うつくし姫）
「うつくし姫」の主人公。貴族の一人娘で幼いころはローラと呼ばれていたが、皇帝から称号をもらいアセロラ姫と呼ばれるようになった。金髪で、銀色の右目・銅色の左目をしており、あまりの美しさに、周りの人間は命を捧げてしまう。また、彼女に害をなそうとした場合、吸血鬼であろうとも自傷・自殺してしまう。スーサイドマスターによって吸血鬼にされ、キスショット・アセロラオリオン・ハートアンダーブレードと名付けられる。600年後に忍野メメによって忍野忍と名付けられる。
魔女のおばあさん
うつくし姫の国に昔からすむ魔女。姫の城に忍び込み、姫の悩みを解決するために、美しさを透明にし、内面を周囲の人間に見えるような魔法をかけた。
姫の父親
うつくし姫の父親。娘にローラという名前を付けた。娘の心の美しさに己を恥じ、投身自殺した。
姫の母親
うつくし姫の母親。安らかに息を引き取った。
音楽家
うつくし姫を題材に音楽にしバイオリンを弾いた。しかし、魔法によって彼女の内面を直視すると、とても曲では表現できないことに気付き、自らの両手首を姫に捧げた。
詩人
うつくし姫を題材に詩にした。しかし、魔法によって彼女の内面を直視すると、とても詩では表現できないことに気付き、自らの舌を引きちぎって捧げた。
彫刻家
うつくし姫を題材に彫刻を作った。しかし、魔法によって彼女の内面を直視すると、とても彫刻では表現できないことに気付き、自らの眼球をくり抜いて捧げた。
デストピア・ヴィルトゥオーゾ・スーサイドマスター
「あせろらボナペティ」の語り手にして主人公。決死にして必死にして万死の吸血鬼。アセロラ姫にキスショット・アセロラオリオン・ハートアンダーブレードと名付けた名づけ親にして、彼女を吸血鬼にした張本人。死体城の数多の死者の怨念から生まれた怪異とされている。再生能力は高く、粉々になっても復活し、そのたびに肉体が子供化する。自分で殺した人間しか口にしないという掟を自らに課している。肉体の変形能力も持ち、翼を生やして空を飛ぶこともできる。男勝りな口調だが、実は女吸血鬼である。
トロピカレスク・ホームアウェイヴ・ドッグストリングス
スーサイドマスターの唯一の眷属。スーサイドマスターに絶対の忠誠を誓っており、死体城にてスーサイドマスターの身の回りの世話をしている。元人間でその能力はスーサイドマスターほどではなく、飛行もできない。
死体王
スーサイドマスターの住む「死体城」の以前の主だった人間。国内外で死体の山を築いたため「死体王」と呼ばれ、その居城は「死体城」と呼ばれるようになった。
阿良々木 火憐（あららぎ かれん）
「かれんオウガ」の主人公にして語り手。私立栂ノ木高校の一年生女子。かつては妹の月火とファイヤーシスターズというチームを結成して友達の間で正義の味方として扱われていた。空手を習っており、師匠から山ごもりをするように言われる。
師匠
火憐が空手を習っている師匠。火憐もかなりの達人だが、その彼女でもまったく敵わないほどの達人。
阿良々木 月火（あららぎ つきひ）
火憐の妹。頭は決して悪くない筈だが、非常識なところがある。
阿良々木 暦（あららぎ こよみ）
火憐と月火の兄。物語シリーズ本編の主人公だがオフシーズンでは殆ど出番がない。
羽川 翼（はねかわ つばさ）
「つばさスリーピング」の主人公にして語り手。私立直江津高校の三年生女子。阿良々木暦を助けるため、行方不明になった怪異の専門家・忍野メメを捜して世界中を旅している。
忍野メメ（おしのメメ）
怪異の専門家。怪異譚の蒐集をしている。
ドラマツルギー
かつて、春休みの時期に吸血鬼のキスショット・アセロラオリオン・ハートアンダーブレードを狙っていた吸血鬼ハンターの一人。身長2mを超える巨漢。ドイツにて「ハイウェスト」「ローライズ」の双子の吸血鬼を倒すために潜入調査を行っている。
ハイウェスト
黒いドレスを着た金髪で赤い目をした少女の姿の吸血鬼。ドイツの存在しない城塞都市に潜伏しており、人間を捕食するだけでなく、その命を遊びのために奪う。
ローライズ
白いタキシードを着た金髪で赤い目をした少年の姿の吸血鬼。ハイウェストとは対になっており、逆のしゃべり方をする。

## 書籍
- 西尾維新（著） / VOFAN（イラスト） 『業物語』 講談社〈講談社BOX〉、2016年1月13日第1刷発行（1月14日発売[3]）、ISBN 978-4-06-283892-4

## ゲーム
2016年1月30日より配信されたスマートフォン向け8bitゲーム。「かれんオウガ」を題材にしており、阿良々木火憐が師匠に言いつけられて逢我三山に修行の旅に出かける。「GAME START」では火憐を主人公としたサイドビューの横スクロールのジャンプアクションとなる。「暗号を入力する」ではクイズの答えを入力することで物語シリーズのイラストを題材にした壁紙を入手できる。

## Webアニメ
2024年7月よりABEMAほかにて配信されたWebアニメ『〈物語〉シリーズ オフ&モンスターシーズン』で、本作の残酷童話「うつくし姫」と「あせろらボナペティ」がアニメ化された。